# Lion City Sailors Football Club
Lion City Sailors Football Club (anteriormente chamado Home United Football Club) é um clube de futebol de Singapura que equipe compete na S-League.

## História
O Police Sports Association era um clube da força policial de Singapura, formado nos anos 40. Eles competiram amadoramente na liga nacional assim até os anos 90.
Com a expansão da S.League nos anos 90, eles se tornaram um dos clubes fundadores da liga. Porém, o nome teve de ser mudado para se tornar um clube profissional, e assim, foi mudado para Home United para representar as demais casas de serviços de segurança do país, tais como, o Singapore Civil Defence Force e os ministérios de segurança civil. Por isso o clube é conhecido como os protetores.

## Treinadores
- Zsolt Bücs
- P. N. Sivaji (Jan 2008 – Dez 2009)
- Lee Lim-saeng (Jan 2010 – Dez 2014)